# Suazilândia nos Jogos Olímpicos de Verão de 2012
Suazilândia competiu nos Jogos Olímpicos de Verão de 2012, que aconteceram na cidade de Londres, no Reino Unido, de 27 de julho até 12 de agosto de 2012.

## Atletismo

### Masculino
| Sibusiso Matsenjwa | 200m | 20.93 | 6 | — | — | Não avançou | Não avançou | Não avançou | Não avançou | Não avançou | Não avançou |

### Feminino
| Phumlile Ndzinisa | 400m | 53.95 | 6 | — | — | Não avançou | Não avançou | Não avançou | Não avançou | Não avançou | Não avançou |

## Natação
Masculino
| Atletas   | Evento     | Eliminatórias | Eliminatórias | Semifinal   | Semifinal   | Final       | Final       |
| Atletas   | Evento     | Tempo         | Posição       | Tempo       | Posição     | Tempo       | Posição     |
| --------- | ---------- | ------------- | ------------- | ----------- | ----------- | ----------- | ----------- |
| Luke Hall | 50 m livre | 23s48         | 36º           | Não avançou | Não avançou | Não avançou | Não avançou |